# 아쿠아넷 히로시마
아쿠아넷 히로시마(일본어: アクアネット広島 아쿠아넷토 히로시마[*])는 일본의 해운회사이다. 히로시마현 히로시마시에 본사가 있다.

## 역사
1989년부터, 제3 섹터 히로시마 리버 크루즈가 하천 유람선을 운항하고 있었지만, 2002년 2월에 운항을 정지했으며 3월에는 폐업했다. 2002년 6월에 아쿠아넷 히로시마가 설립되어 2002년 7월부터 하천 유람선 사업을 계승했다.
2003년부터 모토야스 부두와 하쓰카이치시의 이쓰쿠시마섬 미야지마항 3호 부두를 연결하는 세계유산항로(世界遺産航路) 운항을 부정기편으로 운항을 시작했으며 2005년부터는 정기선으로 변경하여 지금까지 운영하고 있다.
2010년 7월부터 미야지마항 3호 부두와 기존의 JR 니시니혼 미야지마 페리 및 미야지마 마쓰다이 기선이 발착하는 본토측 미야지마구치 부두보다 서쪽에 있는 미야지마구치 서부두(宮島口西桟橋) 사이에서 정기선을 운항하고 있었지만, 이용객 침체로 인해 2011년 8월 15일부터 휴지하였다. 11월부터 운항일을 토요일·일요일과 공휴일로 한정하여 운항을 재개했다. 2014년 3월부터 명칭을 미야지마행 오토리 유람항로(宮島行大鳥居遊覧航路)로 하고, 정기편의 운항을 재개했다. 운항은 매일 gk고 있다. 이에 따라 미야지마구치 서부두에서 오노 부두(大野桟橋)로 부두의 명칭을 변경했다. 2018년 4월부터 다시 미야지마행 대도리유람항로의 정기운항을 휴지하고 성수기에만 임시운항을 하고 있다.

## 항로
하천 유람선
- 모토야스 부두

히로시마 세계유산 항로
- 모토야스 부두 - 미야지마항 3호 부두

미야지마행 오토리 유람항로
- 오노 부두 (미야지마구치 서부두) - 미야지마항 3호 부두

마리나 홉 미야지마 항로
- 마리나 홉 - 미야지마항 3호 부두